# Holcostethus abbreviatus
Holcostethus abbreviatus är en insektsart som beskrevs av Philip Reese Uhler 1872. Holcostethus abbreviatus ingår i släktet Holcostethus och familjen bärfisar. Inga underarter finns listade i Catalogue of Life.